# 栃木インターナショナルパーティ
栃木インターナショナルパーティー（とちぎインターナショナルパーティ）は、栃木県を中心に活動している国際交流団体。略称はTIP（Tochigi International Party）。スローガンは、A Whole new world is just one step away（和訳：真新しい世界はたった一歩先にある）。なお、略称が類似する栃木県国際交流協会（略称TIA；Tochigi International Association）とは無関係である。

## 概要

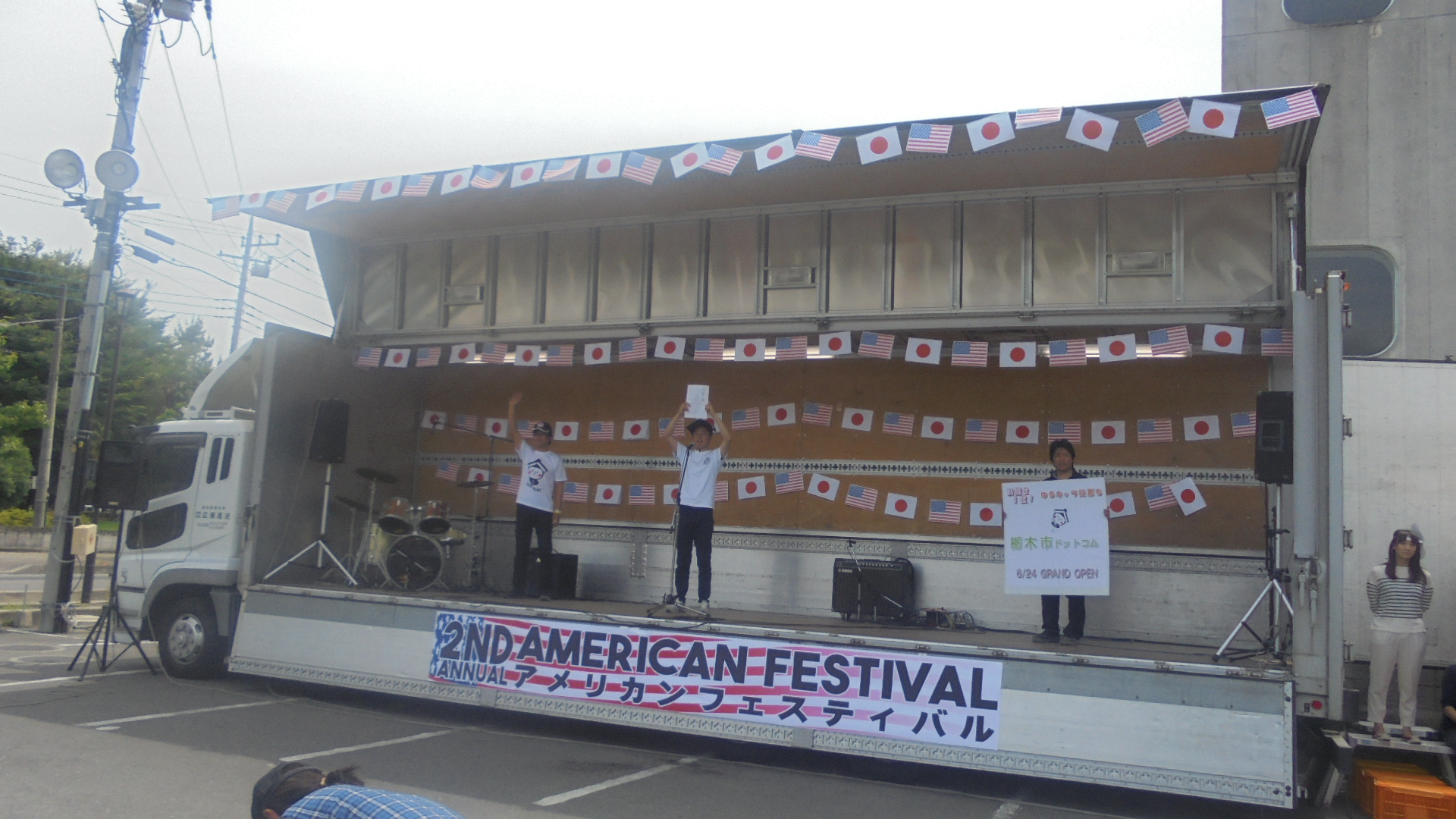
アメリカンフェスティバル

2013年（平成25年）7月に第1回目のイベントを宇都宮市にて挙行。主に栃木市や宇都宮市にて在日外国人や日本人が一緒に交流できるパーティイベントを１～２ヶ月に１度程開催している。また、栃木県内は究極な自動車社会となっているが、本会のイベントは自動車を運転しない在日外国人や学生を考慮し、公共交通機関で来場が可能な場所（新大平下駅駅前のプラッツ大平、宇都宮駅前のトナリエ宇都宮など）をイベント会場としている。主なイベントは下記の通り。
- セントパトリックスデーダンスパーティ
- 花見イベント
- アメリカンフェスティバル
- サマーパーティ
- 白Tシャツパーティ
- ハロウィンパーティ
- クリスマスパーティ

## 参加費
イベントにより異なる。無料（花見、アメリカンフェスティバルなど）から4500円程度。イベントにより、Facebookで事前に参加表明をしたり、アルコールなしのオプションを選択することにより参加費が割引となる場合がある。

## 参加者層
前述の通りイベント会場が栃木市や宇都宮市といった栃木県南部となっているが、栃木県北部地域（那須塩原市など）や福島県（郡山市など）、群馬県（前橋市など）、東京都内からの参加者もいる。
アメリカ合衆国やカナダといった英語が主に話されている国を国籍としている参加者は小学校、中学校、高等学校でのALTの教員（英語指導助手）または英会話教室の講師の方が多い。日本人の参加者は、海外に一度も行ったことのない方から年単位に渡る海外生活（留学、帰国子女、海外駐在など）を経験した方まで幅が広い。